# Arasada javanica
Arasada javanica är en fjärilsart som beskrevs av George Francis Hampson 1910. Arasada javanica ingår i släktet Arasada och familjen nattflyn. Inga underarter finns listade i Catalogue of Life.